# Anopheles atratipes
Anopheles atratipes är en tvåvingeart som beskrevs av Frederick Askew Skuse 1889. Anopheles atratipes ingår i släktet Anopheles och familjen stickmyggor. Inga underarter finns listade i Catalogue of Life.